# Romualdas
Romualdas ist ein litauischer männlicher Vorname, abgeleitet von Romuald. Die weibliche Form ist Romualda.

## Personen
- Romualdas Ignas Bloškys (1936–2013), Politiker, Seimas-Mitglied
- Romualdas Boreika (*  1955),  Polizeijurist
- Romualdas Brazauskas (* 1960), Basketball-Schiedsrichter
- Romualdas Čaika (* 1937), Richter
- Romualdas Deltuvas (* 1943), Forstwissenschaftler
- Romualdas Drakšas (* 1971), Strafrechtler, Professor der MRU
- Romualdas Granauskas (1939–2014), Schriftsteller und Dramaturg
- Romualdas Juknys (1943–2024),  Ökologe, Forstwissenschaftler und Professor
- Romualdas Karazija (* 1942), Physiker
- Romualdas Kozyrovičius (* 1943), Bauingenieur und Diplomat
- Romualdas Krikščiūnas (1930–2010), katholischer Bischof
- Romualdas Krukauskas, Beamter und Politiker, Vizeminister
- Romualdas Murauskas (1934–1979), sowjetischer Boxer
- Romualdas Ozolas (1939–2015), Philosoph und Politiker
- Romualdas Požerskis (* 1951), Fotograf und Professor
- Romualdas Rudzys (* 1947), Politiker, Seimas-Mitglied
- Romualdas Sakalauskas (1928–2015), Bauingenieur und Bauminister
- Romualdas Sikorskis (1926–1997), Politiker, Finanzminister, Seimas-Mitglied, Vizebürgermeister von Vilnius
- Romualdas Stanislovaitis, Handelsrechtler, Rektor
- Romualdas Vaitkus (* 1966), Politiker, Seimas-Mitglied
- Romualdas Valiukevičius,  Politiker, Vizeminister der Industrie

Zwischenname
- Antanas Romualdas Gudonavičius (1943–2002), Radioelektroniker und Professor
- Feliksas Romualdas Bajoras (* 1934), Komponist